# Thysanothecium sorediatum
Thysanothecium sorediatum är en lavart som beskrevs av Elix. Thysanothecium sorediatum ingår i släktet Thysanothecium och familjen Cladoniaceae.   Inga underarter finns listade i Catalogue of Life.